# Алжиро-французские отношения
Алжиро-французские отношения — двусторонние дипломатические отношения между Францией и Алжиром. Отношения двух стран насчитывает более 5 столетий, что со временем изменило отношения между странами. За это время Алжир был частью Османской империи, был завоеван и колонизирован Францией; сыграл заметную роль в обеих мировых войнах и получил независимость. Со временем, отношения между странами сильно ухудшились и трения между алжирцами и французами возросло.

## Ранние контакты

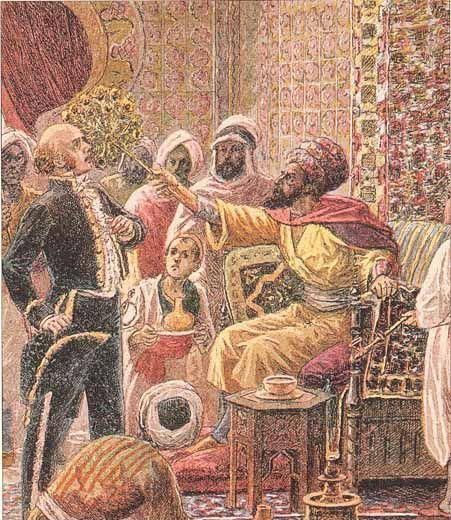
Рисунок, изображающий удар венчиком по лицу французского консула

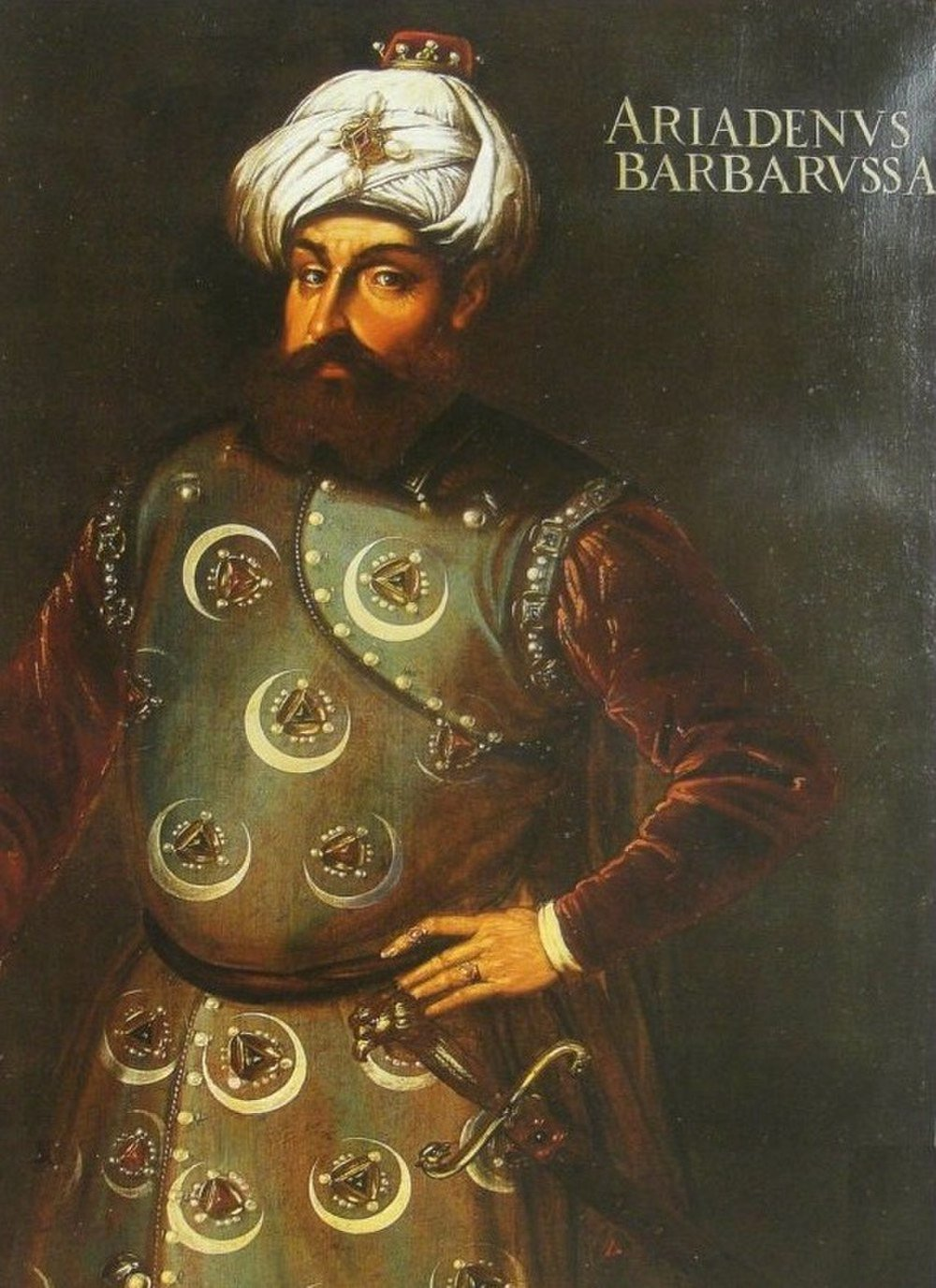
Хайреддин Барбаросса, правитель Алжира, вел османское посольство во Францию в 1533 году.

Первые контакты между двумя странами начались в 1526 году, когда Алжир был частью Османской империи. Французский Франциск I и османский император Сулейман I только что договорились о франко-турецком союзе, положившем начало контактам между Францией и варварскими государствами Северной Африки. Эти государства считались вассалами Османской империи; таким образом, в результате этого союза были втянуты в отношения с Францией.
Берберская работорговля и берберийские пираты, происходящие из Османского Алжира, были серьёзной проблемой на протяжении веков, что приводило к регулярным карательным экспедициям Франции (1661, 1665, 1682, 1683, 1688). Французский адмирал Авраам Дюкен сражался с берберийскими корсарами в 1681 году и бомбардировал Алжир между 1682 и 1683 годами, чтобы помочь христианским пленникам.
Французское завоевание Алжира началось после довольно своеобразного события, в апреле 1827 года, когда дей Алжира якобы ударил французского консула венчиком. Через три года после этого события Франция начала вторжение в Алжир. Между этими тремя годами Франция безуспешно пробовала различные тактики, чтобы установить контроль в регионе. Все они оказались тщетными, что привело к решению в 1830 году вторгнуться в страну. Алжирцы быстро сдались после высадки французской армии 5 июля 1830 года. Последний дей Алжира Хусейн был вынужден покинуть страну в соответствии с соглашением. Однако один важный османский алжирский лидер удерживал власть ещё несколько лет, но в целом быстро уступил французскому присутствию в регионе. Благодаря тому, что Константинополь находился на значительном расстоянии от Алжира, Франция легко остановила османское влияние в регионе, а вместо этого утвердила собственную власть.

## Французское освоение Алжира
Основная статья: Французский Алжир

## Вторая мировая война

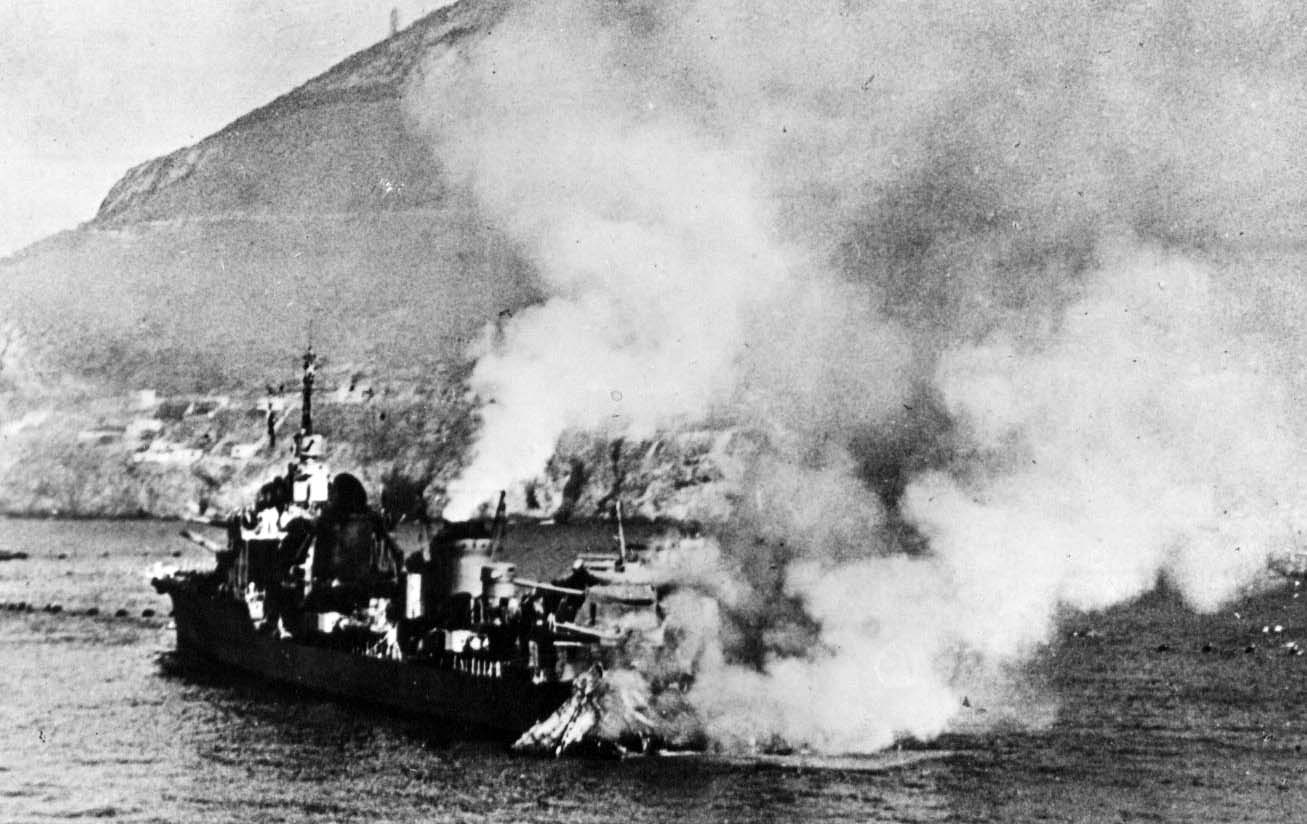
3 июля 1940 Британский флот атаковал корабли Французского флота в Мерс-эль-Кебире

После вторжения Германии во Францию в 1940 году силы Антигитлеровской коалиции взяли под контроль бывшие Французские колонии, включая Алжир. 
Англо-американская оккупация считаеться началом современного Алжира. На её протяжении оккупанты (как Антигитлеровская коалиция, так и Ось) начали распространять обещания «нового мира для ранее покоренных народов». Обещания освобождения воодушевляли алжирцев, поскольку тогда они, наконец, смогли бы создать суверенное государство. В декабре 1942 Ферхат Аббас представил «Манифест алжирского народа» союзнической администрации. В этом манифесте содержались требования антиколониальных реформ и независимости Алжира. 
8 мая 1945 года, во время празнований окончания Второй мировой войны в Сетифе произошло неорганизованное восстание, и 84 Европейских поселенца были убиты. Французы ответили грубой силой со стороны регулярных войск и местного ополчения, убив тысячи алжирцев.

## Алжирская война
Основная статья: Война за независимость Алжира

## Настоящее время
В октябре 2021 года Алжир закрыл воздушное пространство для военных самолетов Франции, на фоне дипломатического скандала и резкого охлаждения отношений между двумя странами после высказываний президента Франции Эммануэля Макрона об отсутствии у Алжира истории и нации; в 2023 г власти Алжира отклонили просьбу Франции, на фоне событий в Нигере, открыть воздушное пространство страны для французской военной авиации
.
27 июня 2023 года был убит полицейскими молодой человек Нахель, во время придорожной проверки[где?], Алжир говорит о «шоке» и «смятении» и напоминает о «долге защищать» Франции..
Французский парламент приступает к рассмотрению резолюции от 7 декабря 2023 года, направленной на прекращение секретного соглашения, заключенного в 1968 году с Алжиром Шарлем де Голлем об иммиграции, регулирующего доступ алжирцев к рынку труда и социальному обеспечению во Франции..
9 октября стало известно что Алжир отказался закупать пшеницу во Франции.

## Известные французы-алжирцы
- Зинедин Зидан — французский футболист и тренер, одним из величайших игроков в истории футбола, чемпион мира (родители Зидана эмигрировали в Париж из области Кабилия в Алжире в 1953 году перед началом алжирской войны).